# Breg, Pokrče
Breg (nemško Rain) je naselje v Občini Pokrče v Okraju Celovec-dežela na Koroškem v Avstriji.